# 葡萄牙語
葡萄牙語，简称葡語，是羅曼語族的一種語言。葡語以使用國家數量來算是世界排名第七的語言，使用地區包括葡萄牙、巴西、安哥拉、莫桑比克、佛得角、圣多美和普林西比、赤道幾內亞、幾內亞比索、東帝汶和澳门，共計十個國家或地區。超過兩億人口以葡萄牙语为母語。
由於葡萄牙從15世紀和16世紀開始向外進行殖民擴張，建立了包括美洲的巴西、亞洲的澳門的殖民統治，葡萄牙語也成為某些地區最常用的第二外語，如西印度的達曼-第烏聯邦區，以及馬來西亞的马六甲州。
最古老的葡萄牙語起源於中世紀的加利西亞王國所使用的一种通俗拉丁語變體。今日的母語人口約為2.1億左右，若包含第二語言使用者則約為2.4億人，通常被列為母語人口世界第6或第7多的語言。葡萄牙語使用區域佔地相當廣泛，同時主要因為巴西眾多的人口，葡萄牙語也是南半球最多人使用的語言，在拉丁美洲僅次於西班牙語的第二大語言。
西班牙作家米格尔·德·塞万提斯曾把葡萄牙语称作“甜蜜的语言”，巴西诗人奥拉沃·比拉克则把葡萄牙语比作，意即“拉齐奥最后一朵绚烂的野花”。
葡語界目前唯一的諾貝爾文學獎得主，若澤·薩拉馬戈曾說：「世上沒有葡萄牙語這種語言，而是有很多語言使用葡萄牙语。」

## 歷史

葡萄牙語和加利西亞語在伊比利半島西部發展

公元前3世紀，羅馬帝國入侵伊比利亞半島，而羅馬帝國當時的通俗拉丁語也隨著當時的士兵帶入到當地，並成為現代葡萄牙語的起源。隨著羅馬帝國在5世紀的崩潰以及蠻族的入侵，當地的語言變得與其它羅曼語族語言不同。公元九世紀左右，書寫的文字記錄開始出現。到了15世紀，伴隨著豐富的文學作品，葡萄牙語已經變成一種成熟的語言。

### 羅馬化
羅馬人征服了他們後來闢為西斯班尼亞的伊比利亞半島，其中稱為加利西亞（今西班牙西北部加利西亞自治區地區）和琉息太尼亞的兩個省份包括了現今葡萄牙和西班牙的部分地區。前218年的入侵，為該地區帶來了羅馬人使用的語言。這種民間拉丁語也成為後來羅曼語族各種語言的祖先。羅馬人對該地區的完全統治直到公元前26年才完成，但是在公元前2世紀，南部琉息太尼亞地區已經完全羅馬化了，當地的本地語基本上沒有存留在當代葡萄牙語中。公元1世紀的希臘地理學家史特拉博就在他的書中描述了這種情況“他們採納了羅馬的習俗，並且已經不再記得他們自己的語言了。”

### 魯西塔尼亞羅曼語
公元3世紀，羅馬皇帝戴克里先把塔拉哥那行省分開為3個省，並建立了加萊基亞省。西部的西斯班尼亞則由南部的魯西塔尼亞和北部的加萊基亞組成。
409年和711年間伴隨著羅馬帝國的崩潰，日耳曼族野蠻人入侵伊比利亞半島。日耳曼人大量吸收了羅馬的文化和半島的語言。但是，隨著羅馬學校的關閉和歐洲進入黑暗時代，拉丁語口語在半島的一致性開始受到破壞，並開始各自獨立的發展起來。在半島的西部地區，拉丁語口語開始带上了當地的特色，同時在該地區形成了斯威比話（Suevi），並促使了魯西塔尼亞羅曼語的形成。日耳曼語言對葡萄牙語的影響通常與軍事有關，例如guerra（戰爭）。
711年，摩爾人入侵半島，阿拉伯語開始在征服地作為行政語言使用。但是當地的民衆仍然使用羅馬方言莫扎拉布語。所以當摩爾人被推翻后，他們對語言的表層影響並不大。他們對葡文的主要影響保留在專業詞彙中。當代葡文仍然有很多沒有羅馬語源的阿拉伯語源專門詞彙，特別是有關於食物、農業和手工業方面的。阿拉伯語的影響在南部地區的地名中也可窺見一斑，例如Algarve、Alfama和Fátima。

### 原始葡語時期
現存最早的是用葡萄牙語書寫的文檔來自11世紀的政府文檔，但是當中仍然有很多表達使用了拉丁語。這些語言今天被叫做“Proto-Portuguese”（使用于9世紀到12世紀）。

### 古葡萄牙語：葡萄牙語-加利西亞語時期
葡萄牙在阿方索一世時於1143年成為獨立國家。在古葡萄牙語的第一階段（12世紀到14世紀），這種語言逐漸開始被全民使用。1290年，國王迪尼什一世在里斯本創辦了第一所葡萄牙語大學（Estudo Geral），並下令表示，人們應該首先使用葡萄牙語（當時稱為“俗語”）而不是拉丁語。1296年，皇家总理府（Royal Chancellary）接受了葡萄牙語，而葡萄牙語當時已經不僅在文學領域，也在法律等領域使用。
直到1350年，葡萄牙語-加利西亞語（Portuguese-Galician）仍然衹是葡萄牙和加利西亞的本地語言，但是到了14世紀，隨著大量文學的產生，葡萄牙語成為一門成熟的語言，並在伊比利亞半島的詩界流行起來，包括里昂、卡斯蒂利亞、阿拉貢和加泰羅尼亞的詩人。例如，《Cantigas de Santa Maria》就是由當時的卡斯蒂利亚國王阿方索十世所作。遲後，當西班牙語成為卡斯蒂利亞地區的書面語言後，加利西亞語開始受到卡斯蒂利亚語的影響，而其南方的變體，則成為葡萄牙的一種方言。

### 古葡萄牙語：地理大發現的時期

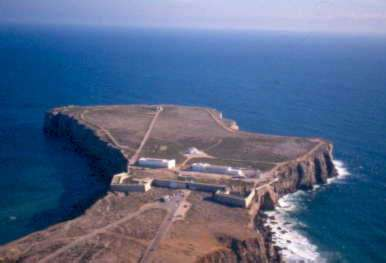
萨格里什，古羅馬稱之為「神聖海岬」（Promontorium Sacrum），一個用作祭治薩圖爾努斯神的地方，此地乃作為葡萄牙之探索和於15世紀領導全球科學與科技之中心的標誌。（圖片來源：IPPAR）

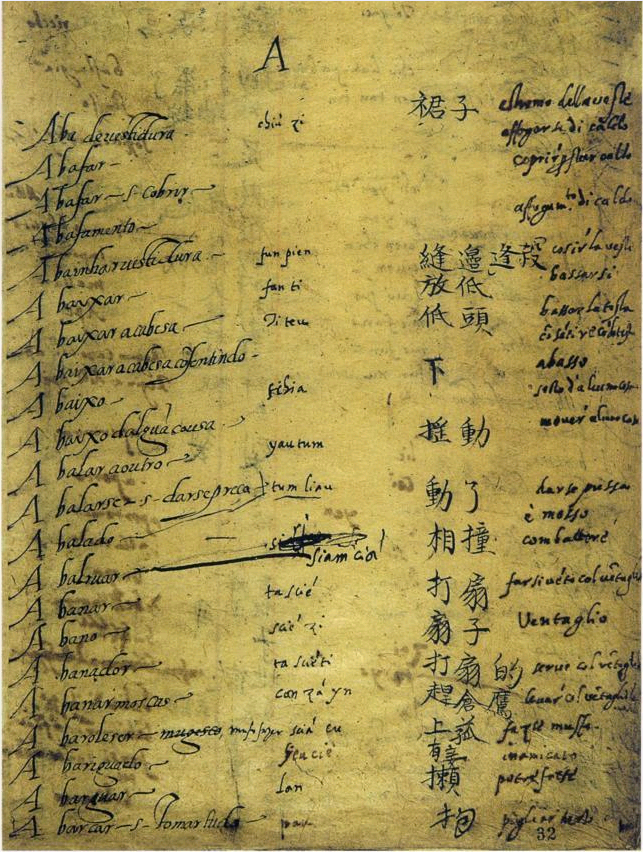
羅明堅、利瑪竇、钟巴相（钟鸣仁）所編的《葡漢辭典》手稿

古葡萄牙語的第二個階段為十四世紀到十六世紀。隨著葡萄牙航海家的地理大發現，葡萄牙語散播到了亞洲、非洲及美洲的許多地方。到了十六世紀時，葡萄牙語在亞洲及非洲成了一種通用語（lingua franca），不僅在殖民地的行政及貿易中使用，非殖民地的當地政權與各國籍的歐洲人之間的溝通也使用葡萄牙語。在當時的錫蘭（現在的斯里蘭卡），有一些國王能說流利的葡萄牙語，貴族也常常取葡萄牙語的名字。葡萄牙人與當地人的通婚（這在世界其它地方也十分普遍）幫助了葡萄牙語的傳播。天主教的傳教活動也使得葡萄牙語在許多地方被稱為“克里斯丹（Cristão，基督教徒）”。即使後來荷蘭在錫蘭及印尼採取了嚴厲的措施要廢除葡萄牙語，葡萄牙語或以葡萄牙語為基礎的克里奧爾語還是在一些地方流行著。
那些生活在印度、斯里兰卡、马来西亚和印度尼西亚的葡萄牙语社区的基督教徒们，虽然当中的部分人已经失去了与葡国的联系，但他们仍然保持着自己的语言。经过几个世纪，他们的语言渐渐发展成了克里奥尔语。
許多葡萄牙语词汇渗入其它语言，例如日语中的“（pan）”（意为“面包”）来自葡萄牙语中的“pão”（參見南蠻貿易），日治時期再散佈至臺灣；印度尼西亚语裡的“sepatu”（意为“鞋子”）源自葡萄牙语中的“sapato”；马来语中的“keju”（“奶酪”）是由葡萄牙语中的“queijo”演变而来；斯瓦希里语中的“meza”（“桌子”）更是和葡萄牙语中的“mesa”如出一辙。

### 當代葡萄牙語
1516年，《Cancioneiro Geral de Garcia de Resende》的出版標誌著古葡萄牙語的終結。但是古葡萄牙語的變體作為一種方言仍然存在，特別是在聖多美及普林西比、巴西、葡萄牙和安哥拉。在現代葡萄牙語時期（16世紀至今），伴隨著文藝復興，大量古典拉丁語源和希臘語源的詞彙加大了葡萄牙語的複雜性。葡語歷史上重要的詩人賈梅士便是這個時代——十六世紀——的詩人，葡萄牙語也被稱做“賈梅士的語言”。

## 分類和相關的語言
葡萄牙語在書寫上與西班牙語相近，然而在發音上則有相當的區別。使用葡萄牙語的人較容易聽懂西班牙語，然而西語使用者則需一定的適應和學習後，才較能聽解音韻上較多省音的葡語。作為比較，例句「她用晚餐之前總是先關窗戶」：
Ela fecha sempre a janela antes de jantar.（葡萄牙語）
Ella cierra siempre la ventana antes de cenar.（西班牙語）
比較不太常用的單詞，會發現葡萄牙語和西班牙語中，有大量相關聯的詞彙，潛藏在互相的低頻語彙中：
Ela encerra sempre a janela antes de cear.（不太常用的葡文），或
Ella hecha siempre la ventana antes de yantar.（不太常用的西文）
比較拉丁語即可知其相似處：
（Ea）semper antequam cenat fenestram claudit.
在某些時候，西班牙語和葡文在口語上幾乎交互使用。葡語使用者通常可以閱讀西班牙語，而西語使用者通常也可以讀懂葡文，即使他們在口語上也許不太能相互理解。
如果旅遊者在葡萄牙使用西班牙語而不是葡文，通常當地人可以聽懂，但並不是所有人都喜歡這樣。他們更喜歡使用法語或英語（因為這兩種語言在葡萄牙學校教授，很多40歲以下的人可以熟練的使用當中一種）。但是對於巴西人來説則不是這樣，因為他們比較少機會接觸外國人，所以他們對於講外語的外國人都會覺得很新鲜。
葡萄牙語明顯地與米蘭德斯語、加泰羅尼亞語、意大利語、法語及其它羅曼諸語言相似。其它羅曼諸語言的使用者可能會覺得葡萄牙語動詞的不定式有特殊之處。另外，在簡單未來時與簡單條件時中，如果有間接受詞代名詞，間接受詞代名詞可放在動詞的詞幹與詞尾之間。例如說：
"Trar-vos-emos o vosso ceptro."
（我們會帶給您您的權杖。）
trar（帶給trazer（動詞詞幹））-vos（您（正式），間接受詞）-emos（表示“我們”的簡單未來時動詞詞尾）
"Nós vos trazemos o vosso ceptro."這樣的形式是一種地方性的用法，而且主要用在口語上。第一種形式主要用在書面語上。

## 地理分布
葡萄牙語在以下國家爲絕大多數人的母語：葡萄牙、巴西、圣多美和普林西比。葡萄牙語同時亦是安哥拉75%城市人口的母語，該國85%的人口能夠流利使用葡萄牙語，不過在農村地區的普及度則比城市地區要低。根據2007年的人口普查，莫桑比克70%人口能夠流利使用葡萄牙語，該國超過50%的人口以葡萄牙語爲母語（該數字仍在快速增長當中）。葡萄牙語同時亦是幾內亞比索30%人口的母語，同時該國幾乎所有國民都能夠使用另外一種以葡萄牙語爲基礎的克里奧爾語。在佛得角，該國幾乎所有人口都爲葡萄牙語雙語人口（另外一種語言爲以葡萄牙語基礎的克里奧爾語）。葡萄牙語還是南非憲法中特別指明的少數民族語言。
很多國家擁有數量可觀的葡萄牙語移民，包括：安道尔 (15.4%)、百慕大、加拿大 (40萬人——根據2006年人口普查)、法国 (90萬人)、日本 (40萬人)、澤西、纳米比亚 (全國人口的4%-5%，主要爲來自安哥拉的移民)、巴拉圭 (10.7%的人口，即63.3萬人)、澳門 (0.6%人口，即1.2萬人)、瑞士 (19.6萬人)、委內瑞拉 (55.4萬人)以及美國 (0.35%的人口，或 1,228,126 人——根據2007年的調查)。

### 官方地位
葡萄牙语国家共同体（CPLP）是一個國際組織由八個以葡語為官方語言國家組成。葡語是歐洲聯盟其中一種官方語言，南方共同市場及非洲聯盟（其中一種工作語言）以及其他組織。除了部份地方外，葡語是每個國家唯一的官方語言。

### 方言
讲葡萄牙语的人不认为葡萄牙语方言为真正的“方言”，而是把它当作一种“口音”（葡：sotaques）或衹是当作另一种发音，即使在不同的国家里这种情况也类似，更有甚者讲葡萄牙语的人也将与葡萄牙语相似的语言也包括在内。这种情况主要是因为“方言”这个名词一直被用来将一种语言分类而不考虑该语言本身的使用声望。
标准的欧洲葡萄牙语比其他葡语变种的变化更大。至今为止，所有葡萄牙（国家）的方言的时态和语音在巴西（国家）的一些地区都能被找到。非洲的葡萄牙语，尤其是圣多美葡萄牙语与巴西利亚地区的葡萄牙语有着许多似之处，葡萄牙南部的方言也呈现了许多与之相似之处，尤其是对动名词的频繁使用这一特征。在欧洲，布加拉北部（Alto-Minhoto）方言和Transmontano方言与加利西亚葡语（即加利西亚语，有爭議）十分相似。
非洲殖民地争独取立后，他们仍然使用标准葡语作为他们的语言。因此，葡萄牙语衹有两种标准，欧式葡语及巴西葡语。葡萄牙语中有四种最具影响力的口音：科英布拉口音，里斯本口音，里约热内卢口音和圣保罗口音。

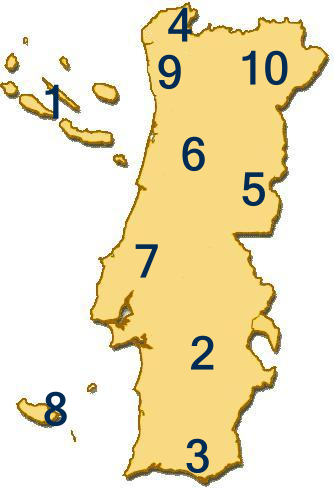
葡萄牙葡萄牙语

主要的葡萄牙语方言：
- 葡萄牙

1. Açoriano（听）— 亞速群島
2. Alentejano（听）— 阿連特茹
3. Algarvio（听）— 阿爾加維（这是一种在西部地区很小的一种方言）
4. Alto-Minhoto（听）— 布拉加北部（內陸）
5. Baixo-Beirão; Alto-Alentejano（listen）—葡萄牙中部（內陸）
6. Beirão（听）—葡萄牙中部
7. Estremenho（听）— 科英布拉區和里斯本（可分類為里斯本葡萄牙語及科布英拉葡萄牙語）
8. Madeirense（听）— 馬德拉群島
9. Nortenho（听）— 布拉加區和波爾圖
10. Transmontano（听）山後-上杜羅省

- 巴西

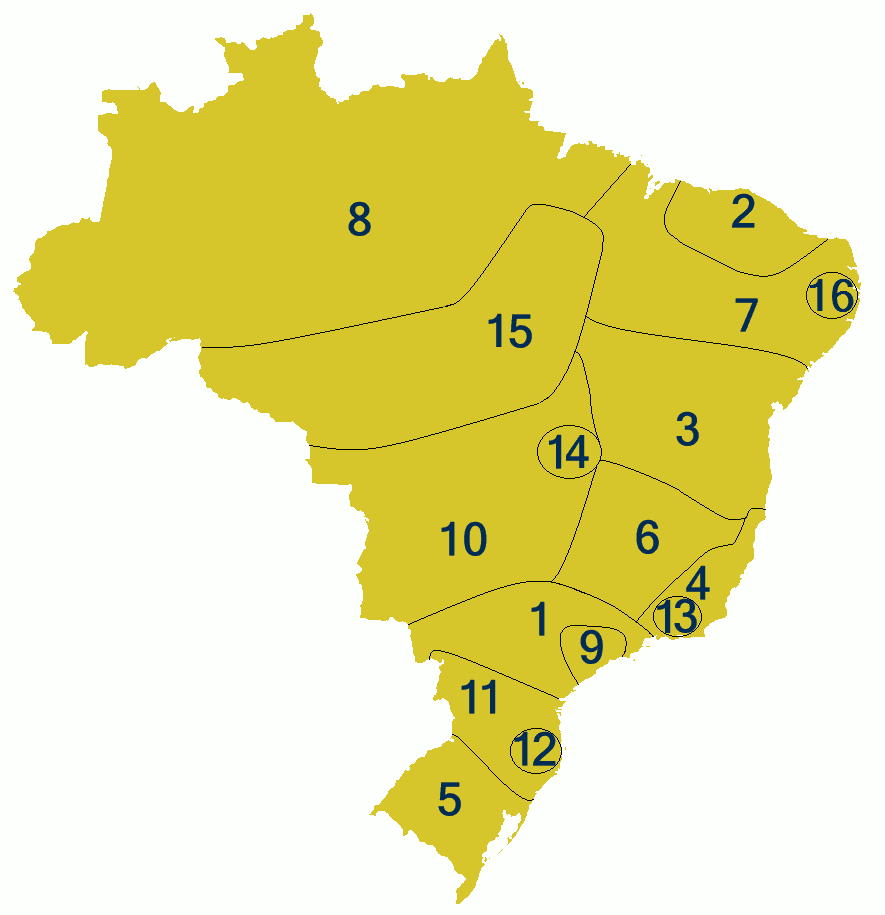
巴西葡萄牙语方言

1. Caipira—不是真正地特指这一地区的方言，这个词大致指“乡下的”或“乡巴佬”，通常被用于指那些来自农村的人或是农业背景地区的人的说话方式（如：戈亚斯州，米納斯吉拉斯州）；可能有一些人觉得这个词具有冒犯性。
2. Cearense—塞阿臘州
3. Baiano—巴伊亞州
4. Fluminense（listen）— 里約熱內盧州和 聖埃斯皮里圖州（里约热内卢市内的人有着特殊的讲话方式）
5. Gaucho—南里奧格蘭德州
6. Mineiro—米納斯吉拉斯州
7. Nordestino（listen）—巴西東北部（内陆地区和累西腓有着特殊的讲话方式）
8. Nortista—亞馬遜盆地州份
9. Paulistano—聖保羅市
10. Sertao—戈亞斯州和 馬托格羅索州
11. Sulista—巴西南部

- 其他地区
- Caboverdiano（听）— 佛得角
- Guineense（听）— 畿內亞比紹
- Macaense（听）— 澳門
- Mocambicano（听）— 莫桑比克
- Santomense（听）— 聖多美及普林西比
- Timorense（听）— 東帝汶
- 加里西亞語— 西班牙的加利西亞地区

不同大洲各异的葡萄牙语：安哥拉（非洲）、葡萄牙（欧洲）和巴西（南美洲）。
- 走开
  - 安哥拉：bazar, ir embora
  - 巴西：ir embora,（或則"vazar"為一俚語）;
  - 葡萄牙：ir embora,（或則bazar在青少年之間會講）;
- 巴士
  - 安哥拉：machimbombo
  - 巴西：onibus
  - 葡萄牙：autocarro
- 貧民區
  - 安哥拉：muceque
  - 巴西：favela
  - 葡萄牙：bairro de lata

### 衍生語言
葡萄牙在地理大发现和殖民时期与当地的语言和被发现的地方建立了语言上的联系，这种贸易形成了。直到十八世纪，这些葡萄牙语的贸易语言才作为混合国际商业用的语言被用于亚洲和非洲。更晚一些，这些葡萄牙语贸易语言被从语法和词汇上扩展而成为了当地的母语。这些克里奥尔语更多地被用于人种间的交流（指葡萄牙人和当地人）。
佛得角：
- Crioulo Barlavento (Criol)
- Crioulo Sotavento (Kriolu)

赤道畿內亞：
- Falar de Ano Bom

畿內亞比紹及塞內加爾：
- Crioulo da Guine (Kriol)

印度：
- Creole of Diu
- Creole of Vaipim
- Kristi
- Lingua da Casa

澳門：
- Patua

馬來西亞，新加坡：
- Papia Kristang

荷属安的列斯及阿魯巴：
- Papiamento

聖多美及普林西比：
- Angolar
- Forro
- Lunguye

斯里蘭卡：
- Burgher

蘇里南：
- Saramacano

部份混成方言受到西班牙語影響：
- A Fala—西班牙
- Barranquenho—葡萄牙
- Gallego—西班牙（官方语言，加利西亚语（Galicians）中称之为"Castrapo")
- Portunol—烏拉圭，巴拉圭，巴西和 阿根廷

## 字母
| 葡萄牙语字母 | 葡萄牙语字母 | 葡萄牙语字母 | 葡萄牙语字母 | 葡萄牙语字母 | 葡萄牙语字母 | 葡萄牙语字母 | 葡萄牙语字母 | 葡萄牙语字母 | 葡萄牙语字母 | 葡萄牙语字母 | 葡萄牙语字母 | 葡萄牙语字母 | 葡萄牙语字母 | 葡萄牙语字母 | 葡萄牙语字母 | 葡萄牙语字母 | 葡萄牙语字母 | 葡萄牙语字母 | 葡萄牙语字母 | 葡萄牙语字母 | 葡萄牙语字母 | 葡萄牙语字母 | 葡萄牙语字母 | 葡萄牙语字母 | 葡萄牙语字母 | 葡萄牙语字母 | 葡萄牙语字母 | 葡萄牙语字母 | 葡萄牙语字母 |
| ------------ | ------------ | ------------ | ------------ | ------------ | ------------ | ------------ | ------------ | ------------ | ------------ | ------------ | ------------ | ------------ | ------------ | ------------ | ------------ | ------------ | ------------ | ------------ | ------------ | ------------ | ------------ | ------------ | ------------ | ------------ | ------------ | ------------ | ------------ | ------------ | ------------ |
| A            | a            | (Á           | á)           | (Â           | â)           | (Ã           | ã)           | (À           | à)           | B            | b            | C            | c            | (Ç           | ç)           | D            | d            | E            | e            | (É           | é)           | (Ê           | ê)           | F            | f            | G            | g            | H            | h            |
| I            | i            | (Í           | í)           | J            | j            | K            | k            | L            | l            | M            | m            | N            | n            | O            | o            | (Ó           | ó)           | (Ô           | ô)           | (Õ           | õ)           | P            | p            | Q            | q            | R            | r            | S            | s            |
| T            | t            | U            | u            | (Ú           | ú)           | (Ü           | ü)           | V            | v            | W            | w            | X            | x            | Y            | y            | Z            | z            |              |              |              |              |              |              |              |              |              |              |              |              |

（Ü, ü）只用在巴西的葡語。

## 語音
葡萄牙语之所以特别吸引语言学家的地方在于其语音结构的复杂。这种语言拥有9个元音、5个鼻化元音和19个辅音。葡萄牙語裡，重音有辨義的功能。
元音
| 发音 | 实例           | 意义             | 备注                                                   |
| ---- | -------------- | ---------------- | ------------------------------------------------------ |
| [a]  | lá, rato,      | 那裡，老鼠       |                                                        |
| [ɐ]  | ramo, luva     | 树枝，手套       | 见于欧洲的葡萄牙语。在北葡萄牙、巴西等地，读如[a]或[a] |
| [ɛ]  | café, festa,   | 咖啡，舞会       |                                                        |
| [e]  | você, medo     | 您（敬称），恐惧 |                                                        |
| [ɨ]  | leite, levar   | 乳汁，拿取       | 见于欧洲的葡萄牙语。在巴西读如[i]或[e]                 |
| [i]  | idiota, milhão | 白痴，百万       |                                                        |
| [ɔ]  | nó, moda       | 结，方式         |                                                        |
| [o]  | avô, olho,     | 祖父，眼睛       |                                                        |
| [u]  | santo, uvas    | 聖人，葡萄       |                                                        |

鼻元音
| 发音 | 实例             | 意义       | 备注              |
| ---- | ---------------- | ---------- | ----------------- |
| [ɐ̃]  | irmã, lançar     | 姐妹，开始 | 在北葡萄牙读如[ã] |
| [ẽ]  | lembrar, então   | 回忆，然后 |                   |
| [ĩ]  | limbo, brincar   | 分支，玩耍 |                   |
| [õ]  | limões, montanha | 柠檬，山   |                   |
| [ũ]  | um, untar        | 一，浸油   |                   |

辅音
| 发音 | 实例           | 意义           | 备注                                        |
| ---- | -------------- | -------------- | ------------------------------------------- |
| [p]  | sapo           | 青蛙           |                                             |
| [b]  | bola           | 球             |                                             |
| [t]  | tosta          | 烤面包         |                                             |
| [d]  | dedo           | 手指           |                                             |
| [k]  | casa, aquilo   | 房屋，那、那个 |                                             |
| [g]  | gato           | 猫             |                                             |
| [f]  | ferro          | 铁             |                                             |
| [v]  | vento          | 风             |                                             |
| [s]  | sapo, assado   | 青蛙，燒炙     |                                             |
| [z]  | natureza, raso | 自然，平均     |                                             |
| [ʃ]  | cheque, xadrez | 检查，棋       |                                             |
| [ʒ]  | jogo, gelo     | 游戏，冰       |                                             |
| [l]  | logo           | 立即           |                                             |
| [ɫ]  | Brasil         | 巴西           | 见于欧洲的葡萄牙语。在巴西读如[w]           |
| [ʎ]  | alho           | 大蒜           |                                             |
| [ɾ]  | mar, tiro      | 海，开枪       | 在巴西，结尾的'r',如在mar中的，有许多变读。 |
| [ʁ]  | rosa, carro    | 玫瑰，车       | 主要见于里斯本。                            |
| [m]  | mapa           | 地图           |                                             |
| [n]  | número         | 数             |                                             |
| [ɲ]  | ninho          | 巢             |                                             |

## 语法
葡萄牙語在語法中值得注意的是動詞的變化及應用。構詞學上看，古典拉丁文中大多數的動詞變化在葡萄牙語的保存比其他羅曼語來的多。可參見羅曼語系動詞做仔細比較。葡萄牙語也有一些在其他羅曼語中找不到的新語法（除了加里西亞語與法拉語）：
- 現在完成式在羅曼語族中有一獨特重覆的時態。他表示一個動作、或是一系列動作開始於過去且期望於將來繼續重覆。例如，Tenho tentado falar com ela應譯為"我已經不斷試著和她談"，而不是翻譯為"我已經試著和她談"。另外一面來說，正確的翻譯這個問題"你聽過最近的消息嗎?"並不是翻為*Tem ouvido a última notícia?，而是翻為Ouviu a última notícia?，因為沒有重覆性隱含其中。[20]
- 未來虛擬語氣時態，是由中世紀的西伊比利亚語所發展起來，現在西班牙語並不用這種時態，但在葡萄牙的地方话裡仍在使用。他顯然是從屬從句、在表示出一種可以將來實現的情況，以致獨立的從句會產生出來。同樣的情況英語通常使用現在式：

Se for eleito presidente, mudarei a lei.
如果我選上總統會改法律。
Quando fores mais velho, vais entender.
你長大/老些時會了解。
- 人稱的动词不定式：不定詞依照她們的主詞人称及数的關係可以進行词形变化，經常顯示誰期望能完成一項特定的行為；比較句型：É melhor voltares "回去[對你們]比較好"；É melhor voltarmos "回去[對我們]比較好"從句型中可以比較的看出來、或許是這樣的理由，不定式從句比起其她的羅曼語族反而經常在葡萄牙語中替代假設從句。

## 词汇
葡萄牙語來自羅曼語族，大多數詞彙來自拉丁語。不過，其他語言亦左右了葡萄牙語發展。

### 前羅馬帝國已有字詞
有非常少的原住民足跡（比如：Lusitanians、Conii、或Calicians）或則伊比利亞半島前羅馬帝國住民像是腓尼基人、迦太基人，或則凯尔特人的詞匯還存於語言里，或有部份存留。但還是不被確定的是在多數的葡萄牙地區存有古羅馬名字，例如是布拉加、科英布拉、米紐河，以及塔梅加河。
伊比利亞：
- Abobora（南瓜）
- Bezerro（一歲大的小牛）
- Louca（爪）
- Manteiga（牛油）
- Sapo（青蛙）

凱爾特語：
- Cabana（小屋）
- Cama（床）（也可能繼承自伊比利亞）
- Camisa（襯衫）
- Carvalho（橡樹）
- Cerveja（啤酒）
- Touca（頭飾）

腓尼基語：
- Malha（網狀物）
- Mapa（地圖）
- Saco（袋）

### 拉丁語
葡萄牙語，在構詞學與语法学上，顯出一種有機的拉丁语轉換而沒有受到任何外國語的直接介入影響。發音、語法及語形，由拉丁語所影響。接近九成的語源是來自羅馬。部份受到羅馬帝國帝國影響而改變。由於葡萄牙語受到他的（再影響以1來表示）再影響作用，許多原始的字仍然對於現代葡萄牙語的使用者熟悉。
N.B.:在以下的拉丁語例子，全部使用大寫。下列例子V字以U發音，而C以/k/發音（此為古典拉丁文的寫法與讀法），所以CENTVS發音是 /kentus/（演變出的Cento在葡語裡發/sẽtu/音）。
鼻音化—元音在[m]及[n]之前傾向於會變成鼻化元音，這種情形在許多語言會發生。在葡萄牙語的情況裡，它發生在6世紀及7世紀之間。這種劇烈音變能區分出葡萄牙語及西班牙語來，而西班牙語是不會產出這種音變。
- LVNA > l[ũ]a > Lua（月亮）。

顎音化—其他同化發生在高元音[i]及[e]之前，或則接近半元音，或則顎音[j]。
- CENTVS > [kj]ento > [ts]ento > cento,（一百）
- FACERE > fa[kj]ere > fa[ts]er > fa[dz]er > fazer,（做）
- FORTIS > FORTIA > for[ts]a > força（力量）

音節省略—元音旁的輔音也會同時受到影響，發生在單一語串裡。
- DOLOR > door > dor（痛苦）— dolorido¹（痛苦中）
- BONVS > bõo > bom,（好）
- ANELLVS > aelo > elo（連結）— Anel¹（戒指）

輔音弱化—一些輔音並不會消失，而是更進一步的來演變：
- MVTVS > mudo（耳聾）
- LACVS > lago（湖）
- FABA > fava（蠶豆）
- LOCALIS > logar > lugar（地點）— local¹（地方）

輔音詞組的簡化，尤其是雙元音，如下：
- GVTTA > gota（掉落）
- PECCARE > pecar（犯罪）

語音異化—借由附近音系造成音位的變異。
- 元音間的異化：
  - LOCVSTA > lagosta（龍複）
  - CAMPANA > campãa > campa（墓）
- 輔音間的異化：
  - MEMORARE > nembrar > lembrar（回憶）— Memorizar¹（記憶）
  - ANIMA > alma（靈魂）— Animado¹（有活力）
  - PLACERE > prazer（愉悅）
  - PLATTVS > prato（盤子/菜）

一些其他的變異為半元音語音易位：PRIMARIV變為primeiro（第一）；及epenthesis，經由新的因素加進來後沒有全然的同化現象。諸如以'酒'來說，通俗拉丁語：VINO，中世紀葡語：vinno, vỹo,，現代葡語：Vinho（自從14世紀或15世紀以來）。然而，中古葡萄牙語語音仍然存在於一些巴西以及圣多美和普林西比的葡萄牙語方言中。其他特殊相關的音變是在相當大的字組裡元音間/l/的遺失，已經列出在上邊"音節省略"一節上的例子→比如：SALIRE > sair; COLARE > coar; NOTVLA > nodoa，顯出典型葡萄牙語/d/中的/t/濁音化（AMATVS > amado）。比較少數的單詞維持不改變，諸如Taberna（旅店）。

### 日耳曼语族
日耳曼對葡語影響限制於軍事以及戰爭用的服裝。此亦影響了地名如埃尔梅辛迪（Ermesinde）及埃斯波森迪（Esposende Municipality），當中sinde及sende是由日耳曼语族中的"sinths"（軍事偵察）借代。
- Barao（男爵）來自日耳曼语族baro
- Ganhar（勝利）來自日耳曼语族waidanjan
- Guerra（戰爭）來自日耳曼语族*wirro
- Roubar（搶劫）來自日耳曼语族raubon
- Saga（傳說）來自日耳曼语族saega

### 來自阿拉伯語
約有1000個借用詞。古葡語時代約佔25%，現時被希臘語、拉丁語及其他語言所影響。
- Alcova（壁龕）來自alkubba
- Aldeia（村庄）來自aldaya
- Alface（萵苣）來自alkhass
- Algarismo（代數，數值）來自alkarizmi
- Almirante（海軍將官）來自amir + ar-rahl
- Almofada（座塾）來自almukhadda
- Ambar（琥珀）來自anbar
- Armazem（貨倉）來自almahazan（參見"magazine"）
- Arroz（米）來自arruz（借自希臘語oryza）
- Azeite（橄欖油）來自azzait
- Garrafa（瓶）來自garrafa（參見"caraff"）
- Girafa（長頸鹿）來自zurafa
- Jasmim（茉莉花）來自波斯語jasamin
- Jarra（罐子）來自jarra
- Xadrez（國際象棋）來自shatranj（借自梵語chaturanga）
- Xerife（治安官）來自sharif

### 來自亞洲、南美洲及非洲的詞語
當葡萄牙帝國擴張時，亦發現很多新事物。很多巴西、安哥拉及莫桑比克地名及當地動物名稱與班圖語族相同。
亞洲：
- Catana（短彎刀）來自日語的「刀」。
- Cha（茶），來自中文的「茶」
- Corja（暴民）來自馬來語korchchu
- Ramarrao（routinous sound）來自印度語Rama-Rama
- Manga（芒果）來自馬來語mangga

美洲原住民：
- Ananas（一個波蘿品種）來自杜比瓜拉尼語系（英语：Tupi-Guarani languages）nana
- Abacaxi（另一個波蘿品種）來自古杜比語（英语：Old Tupi language）iba + cati
- Jaguar（美洲豹）來自杜比瓜拉尼語系jaguara
- Tatu（犰狳）來自瓜拉尼語tatu
- Tucano（巨嘴鳥）來自瓜拉尼語tucan

泛薩哈拉沙漠非洲語言：
- Banana（香蕉）來自伍沃夫語
- Bungular（跳舞如非洲巫師）來自金邦杜语kubungula
- Chimpanze（大猩猩）來自班圖語
- Cabiri（細少家畜動物）來自金邦杜語kabiribiri
- Cafune（感情）來自金邦杜語kifumate

## 书写系统
葡萄牙語使用26個拉丁字母。當中K、W及Y只適用於非葡萄牙語原創詞語如「darwinismo」（达尔文主义）。其以c及置放尖音符、重音符、揚抑符=和波浪號等重音符號於元音之上，同樣地，一些應用亦然。且僅在巴西葡語用分音符於U語音間如「lingüistica」（語言學，其餘葡語圈人士使用linguistica一字）。

### 書寫差異
在葡萄牙語正字法未達成協議之前，葡語一直保持有兩種不同的書寫變體，就是以葡萄牙當地為正統的歐洲及非洲葡語及巴西葡語。
歐洲葡語和巴西葡語在語彙、發音及語法有不同差異，特別是流行用語，葡萄牙比巴西差別更大，但比英國英語及美國英語差別較少。這種分別，主要在於歐非葡語的拼法還保留了不少原拉丁文字根的痕跡，但巴西葡語則純綷從發音出發。
一些显见于词典的两种方言的区别并没有真正的区别。在巴西，地毯这个单词的普遍书写形式为“tapete”，在葡萄牙被写为“alcatifa”。然而，葡萄牙的一些方言区使用“tapete”这个形式，而在巴西的一些区域也使用“alcatifa”这个形式。除了一些新的词语外，这样的词语使用方式在几乎所有这样的显见的区别中运用，又如在巴西“ônibus”就是葡萄牙“公共汽車”（autocarro）的写法。
在正字法订立之前，欧洲葡语词汇中有很多拉丁语遗留下来的不发音的"c"或"p",常见诸于音节结尾，并与下一个音节的辅音相连。最常见的有"cç"、"ct"、"pç"、"pt"等。要注意的是，虽然这些结尾的辅音并不发音，但却表示此音节的元音属开元音。
另外特別強調這兩點：
1. 發音不同。巴西葡語的單字諸如："Antônio"（Anthony）或"anônimo"（anonimous）使用閉元音，而葡萄牙與非洲的葡語使用開元音諸如："António"或"anónimo"。在非洲的葡語使用上，主要傾向以歐洲的葡語為標準。
2. 容易閱讀。由於"qu"在葡萄牙語有兩個讀音分別"ku"和"k"，巴西葡語將它簡單化，使用。分音符舉例說"cinquenta"巴西會寫成"cinqüenta"。

拼音改革（葡語：Reforma Ortográfica）於1990年訂立。其诞生标志着國際葡萄牙語標準的确立，也分別獲巴西、佛得角及葡萄牙認可。東帝汶並不是最初的簽署者，但將會同幾內亞比索一起尽快批准這項改革方案。尽管協議的批准日期還沒有定下來，但東帝汶仍是最热情的支持者，并承诺将尽快通过。起初，這個协定须僅在所有CPLP的國家批准方可通过。不過，可能出於執行上的問題，部分非洲葡语国家并未通过。在2004年7月26-27日CPLP高峰會議上，巴西、佛得角及葡萄牙提出一项新的修改动议，促使本拼音改革在其他國家亦能够達成。這項約定將會消弭歐洲葡萄牙語中在"cç"、"ct"大多數的"c"及在"pç"、"pt"大多數的"p"，取消在巴西葡語詞汇中的分音符和字母组合"eia"中的重音符，并加入一些新的較小的拼字規則。而且單詞接受两种重音方案，如anónimo或anônimo，以使用者习惯区分符号。
另外亦將會加入新的字詞。

## 例子
PT. - 標準葡萄牙語讀音
BR. - 巴西發音
| 中文                           | 葡萄牙語           | 國際音標                                                 |  |
| ------------------------------ | ------------------ | -------------------------------------------------------- |  |
| 葡萄牙人（語）                 | português          | PT. /purtu'geʃ/ BR. /portu'gejʃ/                         |  |
| 你好                           | olá                | /ɔ'la/                                                   |  |
| 再見                           | adeus              | PT. /ɐ'dewʃ/ BR. /a'dewʃ/                                |  |
| 請                             | por favor          | PT. /puɾ fɐ'voɾ/ BR. /poɾ fa'vo:/或/por fa'vor/          |  |
| 謝謝（男性用）、謝謝（女性用） | obrigado; obrigada | /obɾi'gadu/; PT. /obɾi'gadɐ/ BR. /obɾi'gada/             |  |
| 對不起                         | desculpe           | PT. /dɨʃkulpɨ/ BR. /diʃkulpi/                            |  |
| 那個                           | aquele; aquela     | PT. /ɐ'kelɨ/; /ɐ'kɛlɐ/ BR. /a'keli/; /a'kɛla/            |  |
| 多少錢?                        | quanto             | /kwãtu/                                                  |  |
| 是                             | sim                | /sĩ/                                                     |  |
| 否                             | não                | /nãw̃/                                                    |  |
| 我不懂/不明白                  | não entendo        | /nãw̃ ẽtẽdu/                                              |  |
| 廁所在哪裏?                    |                    | PT. /õdɨ fikɐ u kwaɾtu dɨ baɲu/ BR. /õdi fika u baɲɛjɾu/ |  |
| 乾杯!                          | À vossa!或Saúde!   | PT. /a vosɐ/ BR. /a vosa/                                |  |
| 您講中文嗎?                    | Fala chinês?       | PT. /falɐ/ BR. /fala/                                    |  |

## 葡萄牙語與西班牙語的比較
葡萄牙語和西班牙語是非常近似的語言。不僅發音與詞綴類似，單詞與文法的意思也能見到極多的共通之處。
以如下西班牙語為例：
- 「Buenos días」＝ 早安（通常用於早餐間）。
- 「Buenas tardes」＝ 你好（用於白天正式的場合）。
- 「Buenas noches」＝ 晚安。
- 「Hola」＝ 你好（用法接近英語Hello）。以上的西語問候語都使用複數形式，而葡語則對應以單數形式。

葡語和西語的各自使用者若非經過學習，並不能全懂對方的話語。如巴西在播報美洲西語諸國的總統就職儀式的電視新聞都會增加葡文翻譯的字幕。烏拉圭的里韋拉和巴西的聖安娜-利弗拉門圖兩地處於國境線兩側，其周邊則使用一種葡西混合語——烏拉圭葡萄牙語(Riverense portuñol)。
葡語與西語的區別，以下大致列舉。

### 發音的區別
- 葡語中的e和o字母有2種發音（音標é/ê, ó/ô），而西語各只有1種發音（與中文注音符號的ㄝ和ㄛ相近的發音）。
- 葡語含有鼻母音，而西語無。
- 葡語中ch發音同英語的sh，與法語的ch同；而西語則跟英語的ch發音相同。
- 葡語中若單詞首為ch時，末尾的s或x在爆破前發ʃ的音，在葡語中此音頻出；而西語無此情況。
- 葡語中的ge/gi/j發音與法語同，是英語字母J的開頭字音；而西語則是比官話「哈」（注音ㄏ、漢語拼音H）更靠近喉嚨的擦音（為漢語存在的音）。
- 葡語如音節末尾有一個u，發音似i；西語無此變化。
- 葡語單字開頭為r或rr的發音似“赫”，與法語同；而西語此音為舌尖顫音。
- 葡語與西語間的同源同義詞的子音互換——
  - l與r :“白色”——葡語branco、西語blanco；“南方”——葡語sul、西語sur。
  - b與v :“書籍”——葡語livro、西語libro；“香草”——葡語baunilha、西語vainilla。
- 葡語與西語常用k、w來表記外来語。y一般是葡語表記外来語的，而在西語固有詞中卻是頻繁使用的。

現在，葡萄牙和巴西的長者能勉強聽懂西語，同時西語圈特別是巴拉圭、阿根廷及烏拉圭等國的葡語學習熱正日漸流行。

### 文學
葡國詩人賈梅士（1524年–1580年6月10日）是外間所認識的葡語作家中最為知名的一位。他曾寫下著名的史詩葡國魂（Os Lusíadas）。其他比較知名的葡語作家還有：
- 若澤·馬里亞·德·埃萨·德·奎罗斯（1845年–1900年）著名葡語小說家。
- 費爾南多·佩索亞（1888年—1935年）葡語著名詩人
- 若热·亚马多（1912年—2001年），流行小說作家
- 若澤·薩拉馬戈（1922年—2010年）1998年诺贝尔文学奖得主。

## 註解
1. ↑  葡萄牙語和孟加拉語的母語人口數相當接近，不易準確估計。